# Воздушный флот Революционной повстанческой армии Украины

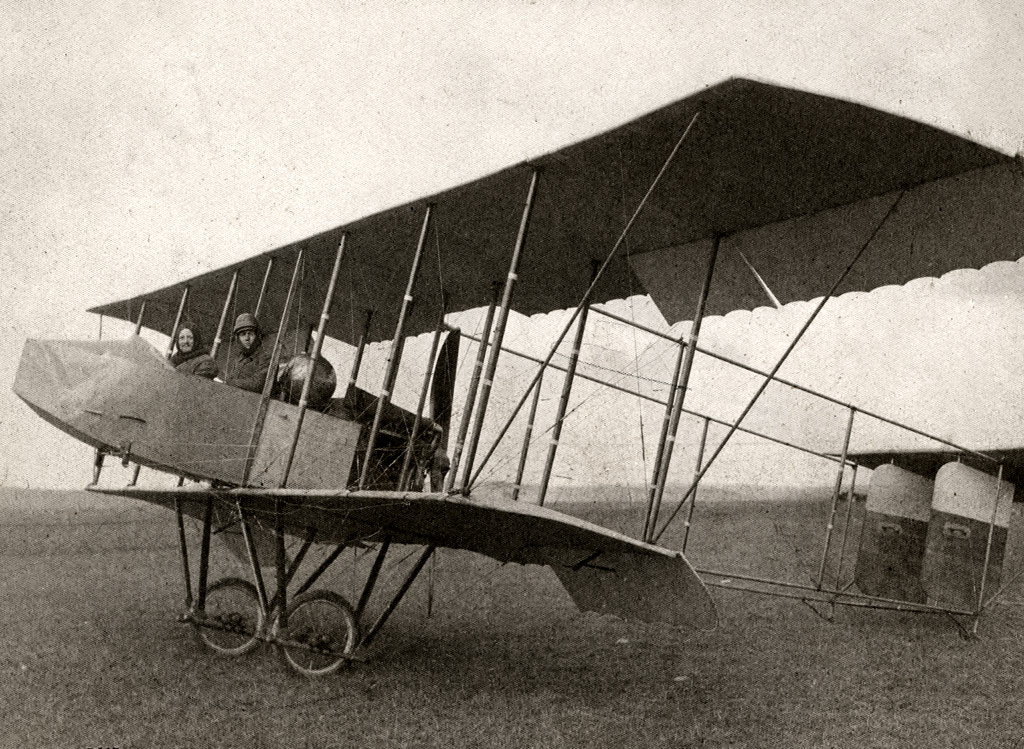
Махновцы использовали аэроплан схожей конструкции. На фото «Фарман -М. Ф.7»

Воздушный флот РПАУ — один из видов Вооруженных сил РПАУ.

## История
История военно воздушных сил в махновском движении начинается в городе Екатеринославе. 27 декабря 1918 года Советская Революционная рабоче-крестьянская армия Екатеринославского района, во главе с Н. Махно заняла Екатеринослав повстанцам достались 7 аэропланов Воздушного флота УНР. Махно рассчитывал вывезти аэропланы из города но из за спора с большевиками о распределения трофеев и наступлении Армии УНР, повстанцам пришлось оставить аэропланы в городе и отступить.
В январе 1919 года махновцы подписали договор с сов-правительством; повстанцы вошли в новосозданную 3 бригаду Заднепровской дививизии РККА. К дивизии был приписан 22-й авиаотряд РККА, который с воздуха на трипланах «Сопвич» обеспечивали поддержу махновцам во время боевых операций.
В марте 1919 года в Гуляйполе прилетел военный летчик Ионин и наблюдатель Булгаков для выполнения боевых операций в содействии с 3-й Заднепровской бригадой. Ионин совершал разведывательные вылеты, и бомбометание по разным объектам инфраструктуры Добровольческой армии. 15 марта махновцы заняли Бердянск, в котором им как трофеи достались 5 самолетов «Фарман 30». 17 марта Махно в телеграмме к штабу 1-й Заднепровской дивизии, просил выслать в Бердянск мотористов и пилотов для захваченных самолетов. Вскоре в город прибыл пилот и механик которые отремонтировали один «Фарман-30». Это самолет принял участие во взятии Мариуполя махновцами 28-29 марта 1919 года.
В конце марта 1919 в Бердянск прибыл Дыбенко, который официально передал 3-й Заднепровской дивизии самолет в личное пользование. На этом самолете Махно из Бердянска вылетел в Гуляйполе.
Начиная с 13 мая 1919 года на вооружении 2-й бригады Заднепровской дивизии им. Н. Махно, был один аэроплан. Летом 1919 г. информация о самолете исчезает.
29 октября 1920 года Крымской группой РПАУ в Мелитополе захвачены военные трофеи-4 аэроплана.

## В литературе
Тема военно воздушных сил в махновском движении встречается в фантастическом романе английского писателя Майкла Муркока «Стальной царь» 1972 года. В этой книге описывается альтернативная реальность, в которой не было «Октябрской революции», из захваченных у правительства Керенского дирижаблей, махновцы создают воздушный военный отряд. Объединившись с повстанцами украинского казака И. Джугашвили части Н. Махно, в который входит военный отряд дирижаблей, штурмом берут город Екатеринослав.